# 행정조직법
행정조직법(行政組織法)은 행정주체의 조직에 관한 법을 통칭해서 부르는 말이다.  크게 국가행정조직법과 지방자치행정조직법으로 구분된다.

## 헌법상 원칙
1. 행정조직법정주의: 한국 헌법은 여러 조문에서 행정조직을 법률로써 정하도록 하여 행정조직법정주의를 택하고 있다.

## 판례
- 시도지사는 그 재위임에 관한 일반적인 규정에 따라 위임받은 처분권한을 구청장 등에게 재위임할 수 있다[1]
- 기관위임사무는 시도지사가 지방자단체의 조례에 의하여 이를 구청장 등에게 재위임할 수 없고 행정권한의위임및위탁에관한규정 제4조에 의하여 위임기관의 장의 승인을 얻은 후 지방자치단체의 장이 제정한 규칙이 정하는 바에 따라 재위임하는 것만이 가능하다[2]
- 처분권한의 근거 조례가 무효인 경우, 그 근거 규정에 기하여 한 행정처분은 당연무효가 아니다[3]
- 정부조직법 제6조 제1항과 이에 기한 행정권한의위임및위탁에관한규정 제4조에 재위임에 관한 일반적인 근거규정이 있으므로 시,도지사는 그 재위임에 관한 일반적인 규정에 따라 위임받은 위 처분권한을 구청장 등에게 재위임할 수 있다[4]
- 전결과 같은 행정권한의 내부위임은 법률이 위임을 허용하지 않는 경우에도 인정므로 전결규정에 위반하여 원래의 전결권자 아닌 보조기관 이 처분권자인 행정관청의 이름으로 행정처분을 하였다고 하더라도 그 처분이 권한 없는 자에 의하여 행하여진 무효의 처분이 아니다[5]

### 행정주체
- ｢도시 및 주거환경정비법｣상의 주택재건축정비사업조합은 관할 행정청으로부터 조합설립인가를 받은 후 등기함으로써 법인으로 성립할 경우 주택재건축사업을 시행하는 목적 범위 내에서 법령이 정하는 바에 따라 일정한 행정작용을 행하는 행정주체로서의 지위를 갖는다.[6]
- 지방법무사회는 법무사 감독 사무를 수행하기 위하여 법률에 의하여 설립과 법무사의 회원 가입이 강제된 공법인으로서 법무사 사무원 채용승인에 관한 한 공권력 행사의 주체라고 보아야 한다.[7]
- 한국토지공사는 ｢공익사업을 위한 토지 등의 취득 및 보상에 관한 법률｣, 구 ｢한국토지공사법｣ 및 동법 시행령의 위탁에 의하여 대집행을 수권받은 자로서 공무인 대집행을 실시함에 따르는 권리·의무 및 책임이 귀속되는 행정주체의 지위에 있다고 볼 것이지 지방자치단체 등의 기관으로서 ｢국가배상법｣ 제2조 소정의 공무원에 해당한다고 볼 것은 아니다.[8]

### 행정청
- 서울주택도시공사는 ｢지방공기업법｣에 따라 서울특별시가 전액 출자하여 설립한 공공단체로서, 그 설립행위 등을 통해 서울특별시로부터 서울특별시의 개발사업 시행 권한을 위임받은 행정청으로 볼 수 있다.[9]
- 한국마사회가 조교사 또는 기수의 면허를 부여하거나 취소하는 것은 국가 기타 행정기관으로부터 위탁받은 행정권한의 행사가 아니라 일반 사법상의 법률관계에서 이루어지는 단체 내부에서의 징계 내지 제재처분이다.[10]

## 같이 보기
- 행정보조인
- 영조물법인
- 지방자치단체
- 행정청